# Dove cadono i fulmini
Dove cadono i fulmini è un EP della cantautrice pugliese Erica Mou, pubblicato nell'ottobre 2013.
Del disco fanno parte la canzone Dove cadono i fulmini, presente già nell'album Contro le onde e che fa parte della colonna sonora del film di Rocco Papaleo Una piccola impresa meridionale, una versione acustica dello stesso brano, e l'inedito Affondo, prodotto da Andro ID dei Negramaro.
Viene inoltre pubblicato il video del brano Dove cadono i fulmini, per la regia dello stesso Rocco Papaleo e con la partecipazione di Riccardo Scamarcio.

## Tracce
1. Dove cadono i fulmini – 3:07
2. Affondo – 3:33
3. Dove cadono i fulmini (Acoustic Version) – 3:35